# Дукат
Дукат је средњовековни златни новац који потиче из Венеције. Назив је настао из скраћеног дукат-ус који значи „војводство“. Раширио се по целој Европи као најтипичнији трговачки златни новац чија је маса била 3,49 g а чистоћа 0,9866.

## Историјат
У употреби је од октобра 1284. када је створен под дуждом Јованом Дандолом, а код нас се помиње под краљем Милутином који је био његов савременик. За кратко време, дукат су копирале многе тадашње државе. Први пут се стандардизовано кује у Кристијанији (Осло) 1660. године. Јавности најпознатији су Дукати који се кују у Аустријском царству / касније Аустроугарској). Постоје два типа дуката: једноструки/једнокаратни са масом 3,49 g и тзв. четвороструки/четворокаратни масе 13,9636 g. Аустријски дукат је најчешћа новчана јединица коришћена на просторима југоисточне Европе у 19. веку. Чак и послије увођења форинте као званичног средства плаћања Аустроугарска наставља да кује дукат све до 1915. године до када служи као званично средство плаћања. 
Сматра се да је укупан број дуката произведен крајем 19. века за време Франца Јозефа – преко 60.000.000. Најчешћи су дукати са годином ковања 1915, на полеђини дуката је грб Аустроугарске а на предњој страни је лик императора Франца Јозефа са вијенцем од ловоровог лишћа. Након Првог светског рата, краљ Александар је по Аустроугарском моделу исковао две серије једноструких дуката (око 2.000.000 комада) и једну серију четвороструких дуката (нешто испод 1.000.000 комада), карактеристично је да се аверс једноструког дуката разликује од аверса четвороструког на коме су приказани краљ и краљица Марија. Седамдесетих година 20. века у Аустрији се почиње поново ковати дукат у изворном облику. Тако да се данас може купити у специјализованим радњама које продају инвестиционо злато. 
Како се ковница у Венецији звала цека то се у целој Далмацији дукат звао цекин, а у народном говору Шумадије и Поморављу чује се и назив минц или минцаћ од немачке речи ковнице минцамт.
Дуго се у стручној литератури шпекулисало да су се и у Србији ковали златни дукати. Познати су били дукати краља Милутина и кнеза Лазара али се испитивањем примјерака закључило да се ради о фалсификатима. У Србији је у употреби био аустријски дукат, све до појаве националног новца тада му је одређена вредност од 12 сребрних динара.
Први златни новац у Србији искован је 1879. године у номиналној вредности од 20 динара. Поводом проглашења кнеза Милана за краља Србије 6. марта 1882, кован је златни новац од 10 и 20 динара, популарно назван Миландор. 1882. године исковано је 500.000 комада златника од 10 динара и 200.000 комада златника од 20 динара, маса – 6,45161 g, пречник – 21 mm. Званично средство плаћања били су до 28. јуна 1931. године.
У Црној Гори дукат је током 19. века био такође у званичној употреби као средство плаћања. У историји важи дукат као најдуже одржана новчана јединица. Већ се дуго употребљава као накит а неки стари дукати имају и нумизматичку вредност.